# A Spirit of the Sun
A Spirit of The Sun (яп. 太陽の黙示録 Тайё но Мокусироку) — манга, написанная Кайдзи Кавагути, начала публиковаться издательством Shogakukan 30 мая 2003 года, всего было выпущено 17 томов манги.. В 2006 году манга стала лауреатом премии Shogakukan как лучшая манга в жанре сёнэн наряду с Rainbow: Nisha Rokubou no Shichinin.. Также она получила гран-при за лучший комикс на десятом открытом фестивале японского искусства в 2006 году.
Позже на основе сюжета манги студией Madhouse был выпущен короткий аниме-сериал, который транслировался по японскому телеканалу WOWOW 17 и 18 сентября 2006 года. Сериал распространялся на территории Германии компанией OVA films.

## Сюжет
Действие происходит в недалёком будущем, в XXI веке. В Японии происходят массовые стихийные бедствия и развал экономики. Вулкан Фудзияма проснулся, Токио разрушен, в том числе Токийская башня, которая оказалась расколота на две части. Остров Хонсю разделился пополам. Миллионы людей погибают и исчезают без вести. Ещё больше теряют родной кров. Япония перестаёт существовать как государство и делится между США и Китаем, сами японцы начинают бежать из родной страны в разные уголки мира и моментально превращаются в «нелюдей», чьи права быстро и массово начнут попирать местные жители. Все эти события происходят на глазах у Гэнъитиро Рю, молодого парня и сына крупного политика, которому предстоит внезапно лишиться всего и начать выживать в новом мире.

## Персонажи
Гэнъитиро Рю — Парень родом из Японии. Его родители умерли во время землетрясения. Мальчика подобрали китайцы и отвезли на Тайвань. Там он вырос с новой семьёй, получил новое имя Сянь и, забыв о своём прошлом, держит ресторанный ларёк.
Сэйю: Ёдзи Мацуда,
Чань — Тайваньский бандит, внешне похож на мулата, раньше ненавидел всех японцев, но после встречи с Рю меняет своё мнение и начинает защищать их права, становясь предателем среди своих старых товарищей.
Сэйю: Рикия Кояма
Рётаро Хата
Сэйю: Тосиюки Морикава
Икуо Дзимити
Сэйю: Ясуёси Хара
Госпожа Ся
Сэйю: Юкари Нодзава
Ян
Сэйю: Акио Оцука
Синсукэ Исикура
Сэйю: Масару Икэда
Горо Сакамаки
Сэйю: Наоя Утида
Чжэнь Ли Чжунь
Сэйю: Сатико Кодзима
Курофудзи
Сэйю: Сюнсукэ Сакуя
Шу Цинь
Сэйю: Тамиэ Кубота